# Ivo Latin
Ivo Latin (Ozalj, 1929. – Zagreb, 2. ožujka 2002.) bio je predsjednik Sabora i predsjednik Predsjedništva Socijalističke Republike Hrvatske.
U ranoj se mladosti priključio antifašističkom pokretu. Pravni fakultet završio je u Zagrebu 1957. Od 1978. do 1982. bio je predsjednik Skupštine grada Zagreba, a zatim postaje generalni direktor poduzeća Croatia osiguranja.
Od 1984. do 1985. bio je predsjednik Sabora Republike Hrvatske, 1986. ulazi u republičko Predsjedništvo, a 1988. postaje i predsjednik Predsjedništva SR Hrvatske, naslijedivši na toj dužnosti Antu Markovića. Tu je funkciju obnašao sve do 1990., kad ju je, nakon prvih višestranačkih izbora u Hrvatskoj, predao Franji Tuđmanu.
Jeseni 1989. bio je dionikom velikog raskola vrha vladajućeg SKH i čelnika državnog aparata koje je postavila partija. Latin se kao i ondašnji nominalni hrvatski premijer Antun Milović i hrvatskog sabora Anđelko Runjić žalili su se da ih iz vrha SKH ne obavještavaju o namjerama SKH. Druga strana im je na to uzvraćala napadima u kojima ih je optuživala za nesposobnost, nepopularnost, nesnalažljivost u političkim okolnostima i da jedino znaju napraviti štetu.
Latin je napravio propust kojim je kulminirao ovaj raskol i sukob. Proljeća 1990. je prihvatio suorganiziranje srpskog mitinga na Petrovoj gori, koji se pokazao velikosrpskim huškačkim mitingom, čime je izazvao zgražanje vrha SKH. Taj je propust bio uoči prvih slobodnih višestranačkih izbora u Hrvatskoj 1990. godine, čime je samo još više odmogao vladajućim komunistima i pomogao oporbi.
Umro je 2. ožujka 2002. od posljedica srčanog udara.
2009. odlikovan je posmrtno Redom hrvatskog pletera za osobit doprinos razvitku i ugledu Republike Hrvatske i dobrobiti njezinih građana. Unatoč svim svojim propustima, odlikovan je u samostalnoj Hrvatskoj i to na Dan neovisnosti RH.